# Ga Janggi
Ga Janggi (Tiếng Hàn: 장기역, Hanja: 場基驛) là ga tàu điện ngầm của Tuyến Gimpo Goldline nằm ở Janggi-dong, Gimpo-si, Gyeonggi-do.

## Lịch sử
- 20 tháng 6 năm 2016: Tên ga được xác nhận là Ga Janggi[1]
- 28 tháng 9 năm 2019: Bắt đầu hoạt động

## Bố trí ga
| ↑ Masan  |
| \| W/B   |
| Unyang ↓ |

| Hướng Tây  | ● Tuyến Gimpo Goldline | ← Hướng đi Yangchon                |
| Hướng Đông | ● Tuyến Gimpo Goldline | → Hướng đi Sân bay Quốc tế Gimpo → |

## Xung quanh nhà ga
- Đồn cảnh sát Gimpo
- Cơ quan thuế dài hạn
- Trường tiểu học Janggi
- Trường tiểu học Unyu
- Trường trung học dài hạn
- Trường trung học cơ sở Unyang
- Bệnh viện New Goryeo
- Dịch vụ Hưu trí Quốc gia Chi nhánh Gimpo Ganghwa
- Công viên trung tâm Hangang
- Trường trung học cơ sở Gochang